# Chamaecyparis formosensis
Chamaecyparis formosensis é uma espécie de conífera da família Cupressaceae.
Apenas pode ser encontrada em Taiwan.
Esta espécie está ameaçada por perda de habitat.

## Crescimento
É uma conífera de crescimento lento, mas de vida longa e, em última análise, grande a muito grande, atingindo de 55 a 60 m de altura com um tronco de até 7 m de diâmetro. A casca é marrom-avermelhada, fissurada verticalmente e com uma textura fibrosa. A folhagem é disposta em ramificações planas; as folhas adultas são em forma de escama, de 1 a 3 mm de comprimento, com pontas pontiagudas, verdes tanto na parte superior quanto na inferior, com apenas uma faixa estomática inconspícua na base de cada folha em escama; elas são dispostas em pares decussados opostos nos brotos. As folhas juvenis, encontradas em mudas jovens, são em forma de agulha, medindo de 4 a 8 mm de comprimento, macias e de um verde-azulado glauco. Os cones são ovoides-oblongos, de 6 a 12 mm de comprimento e 4 a 8 mm de diâmetro, com 8 a 16 escamas dispostas em pares opostos, amadurecendo no outono, cerca de 7 a 8 meses após a polinização.